# Il salone delle meraviglie
Il salone delle meraviglie  è  stato un programma televisivo italiano dedicato al mondo delle acconciature in onda su Real Time dal 2019 e su Discovery+.

## Il programma
Il programma, diretto da Aldo Iuliano, ha come protagonista l’hair stylist Federico Lauri ogni puntata, seguito dalle telecamere, nel suo salone racconta le sue giornate alle prese con le sue clienti molto esigenti.
All'interno della terza stagione vi è una puntata speciale dedicata alla apertura del negozio di Anzio. Questo episodio, trasmesso in seconda serata il 2 giugno 2020, rispetto a tutti gli altri ha una durata maggiore, durando 40 minuti.

## Edizioni
| Stagione | Conduzione             | Periodo          | Periodo          | Episodi | Rete TV   | Rete TV    |
| Stagione | Conduzione             | Inizio           | Fine             | Episodi | Free      | Pay        |
| -------- | ---------------------- | ---------------- | ---------------- | ------- | --------- | ---------- |
| 1ª       | Federico Fashion Style | 8 gennaio 2019   | 11 marzo 2019    | 20      | Real Time | Discovery+ |
| 2ª       | Federico Fashion Style | 19 marzo 2019    | 14 maggio 2019   | 18      | Real Time | Discovery+ |
| 3ª       | Federico Fashion Style | 17 dicembre 2019 | 9 giugno 2020    | 31      | Real Time | Discovery+ |
| 4ª       | Federico Fashion Style | 5 gennaio 2021   | 16 marzo 2021    | 20      | Real Time | Discovery+ |
| 5ª       | Federico Fashion Style | 12 dicembre 2021 | 17 febbraio 2022 | 20      | Real Time | Discovery+ |